# Лесман, Абрам Моисеевич
Абрам Моисеевич Лесман (1864—1937) — российский журналист и переводчик. Псевдоним: Л—н, А.
Его журналистская деятельность была связана с газетой «Новости». С 1890 года Лесман работал постоянным сотрудником газеты «Новости». С 1893 года работал секретарем редакции газеты. Редактор «Альманаха современных русских государственных деятелей».
Автор перевода на русский язык книги Г. Бунге «Учебник физиологической и патологической химии», вышедшей в Эстляндии, в Дерпте, в 1888 году.
Владелец петербургской типографии «Север».